# NGC 7790
NGC 7790は、カシオペヤ座の方角、ペルセウス腕の近くに位置する、割合と大きな散開星団である。星団の中に、3つのケフェイドが存在することから、宇宙の距離はしごにおける重要な位置を占めると考えられ、数多くの観測が行われている。

## 発見
NGC 7790は、1788年にウィリアム・ハーシェルによって発見された。ジョン・ハーシェルのジェネラルカタログでは、GC 5032がこの星団に付与された番号である。ハーシェルはこの星団について、「きれいにまとまった、異なる明るさの星を含む、割合に明るい星団で、ほぼ東西方向に5分から6分広がっている」と説明を加えた。ハーシェルの観測を受けて、ニュージェネラルカタログにも掲載され、そこでの番号からNGC 7790となった。ニュージェネラルカタログでは、「割合に大きく、割合に凝縮した星団」と記述されている。

## 位置・外観
NGC 7790は、カシオペヤ座β星の北西およそ2.5度の位置にみえる。NGC 7790を望遠鏡へ導入する際には、カシオペヤ座β星を起点として、北北西およそ2度の位置で東西に並ぶ2つの6等星をみつけ、その内西側の6等星から更に25分西に視野を移動させればよい。
視半径は数分程度に集中している一方、小口径の望遠鏡でも24星以上が視認できる、まずまず大きな星団で、8.5等という全体の見かけの等級から予想するよりも印象的な姿をみせる。星団は東西方向に細長く延び、比較的明るい星が、横倒しになった“Y”の字のような並びを形作る。

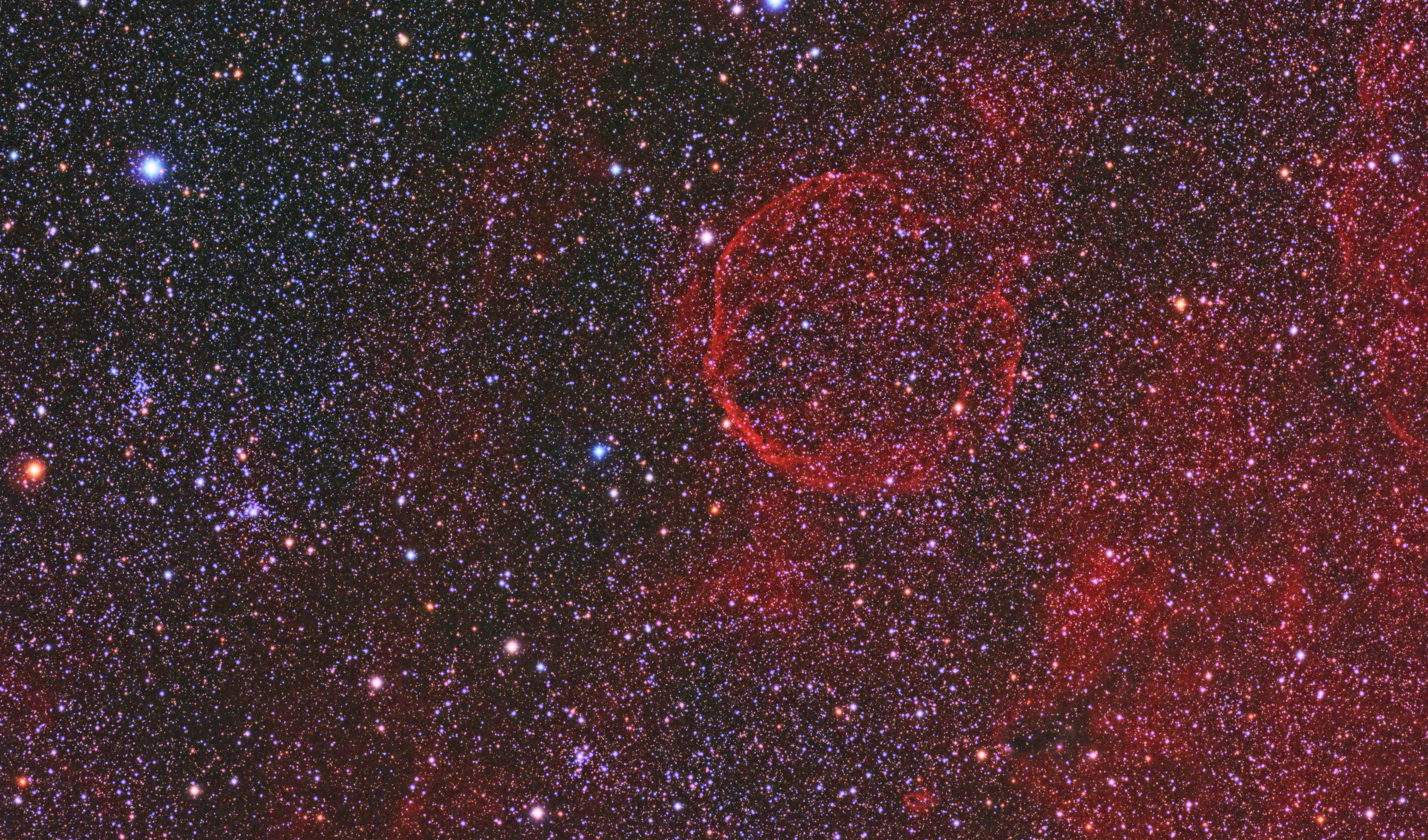
カシオペヤ座の超新星残骸CTB 1の写真。画像左端中程の星の密集がNGC 7790。そのすぐ右下にNGC 7788、中央寄り下端にはKing 12がみえる。

NGC 7790の周囲には、約15分北西にNGC 7788、約20分南東にBerkeley 58という散開星団があり、広視野の天体写真では魅力的な被写体となる。また、更に北西方向には、Frolov 1、Harvard 21、King 12といった散開星団もあり、わずか数度の内にいくつもの散開星団が列をなす様子は、双眼鏡や望遠鏡の低倍率でみる宇宙の絶景といえる。

## 特徴
NGC 7790は、銀経が約117°、銀緯が約-1°で、距離はおよそ1万光年、星間減光は0.5等程度、ペルセウス腕の近くでほぼ銀河面に沿った位置にある。トランプラーの散開星団分類では、NGC 7790は“II2m”とされていて、これは中心にやや星が集中しており (II)、星団中の星の明るさの幅は中間的 (2) であり、適度に大きい星団（m、トランプラーの基準では50から100の星を含む）であることを意味する。年齢は、若い散開星団の中では中間的とされ、1億年前後と見積もられている。星団に属すると考えられるケフェイドが、カシオペヤ座CEa星、カシオペヤ座CEb星、カシオペヤ座CF星と3つあり、この内カシオペヤ座CEa星とカシオペヤ座CEb星は、初めてみつかったケフェイド同士の連星系である。また、食連星のカシオペヤ座QX星も、NGC 7790の一員とみられている。

### 距離
ケフェイドは、周期-光度関係から絶対等級を推定できるため、重要な標準光源の一つである。一方で散開星団は、星団に含まれる恒星の色-等級図、二色図上の分布特性と、理論的に計算した零歳主系列の等年齢線を照合するなどの方法で、比較的遠方でも距離を精度良く求められる可能性がある。
3つのケフェイドを含む散開星団であるNGC 7790は、ケフェイドの周期-光度関係を較正する絶好の機会を提供する。そのためNGC 7790は、銀河系から銀河系外への宇宙の距離はしごの重要な一階梯であり、20世紀後半から数多くの観測が行われてきた。ブリティッシュコロンビア大学の天文学者マシューズらは、NGC 7790を「銀河系外の距離尺度を較正するためのロゼッタ・ストーンたりうる」と評している。
NGC 7790の距離はしかし、なかなか正確には決まっていない。決して近距離とは言えない上、銀河面に近く星間物質の影響も大きいため、赤化の評価や測光の誤差、推定手法による系統的な偏向などから、距離指数にして11.98から12.80、距離に直すと8,120光年から11,800光年まで、大きなばらつきがある。その後行われた、より綿密な測定では、距離は概ね10,000光年から11,000光年の間と推定されている。